# Раст, Брайан
О музыковеде см.: Раст, Брайан (музыкальный критик).
Бра́йан Пи́тер Раст (англ. Bryan Peter Rust; 11 мая 1992, Понтиак, Мичиган) — американский хоккеист, правый нападающий. Выступает за команду НХЛ «Питтсбург Пингвинз».

## Карьера
Воспитанник юношеской команды Honeybaked. В 2008—2010 годах — участник Программы развития юниорского хоккея США. В 2010 году сыграл на юниорском первенстве мира, где сборная США выиграла золотые медали; Раст набрал на белорусском льду 6 очков (4+2) в 7 матчах. В том же году задрафтован «Питтсбургом» под 80-м номером. В 2010—2014 годах Брайан играл за «Нотр-Дам Файтинг Айриш» (en:Notre Dame Fighting Irish men's ice hockey — команду, представляющую Университет Нотр-Дам) в NCAA; получил высшее образование в области финансов. Победитель плей-офф Central Collegiate Hockey Association 2013 года.
1 апреля 2014 года подписал двухлетний первичный контракт с «Питтсбургом». На исходе сезона 2013/14 провёл три матча (с учётом плей-офф) за фарм-клуб «Питтсбурга» — «Уилкс-Барре/Скрэнтон Пингвинз» — в АХЛ.
В сезоне 2014/15 играл преимущественно в АХЛ. Дебютный матч в НХЛ — 13 декабря 2014 против «Коламбуса», первый гол в НХЛ — 15 декабря 2014 в ворота «Тампы».
26 мая 2016 года, в седьмом матче финала Восточной конференции против «Тампы», Раст забил две шайбы, принеся «пингвинам» победу (2:1) и выход в финал Кубка Стэнли. Забив гол в первом матче финала Кубка Стэнли, Брайан Раст установил новый рекорд клуба по количеству голов в плей-офф среди новичков — 6.

## Достижения
- Обладатель Кубка Стэнли: 2016, 2017
- Победитель юниорского чемпионата мира: 2010

## Прочее
Старший брат Брайана — Мэтт (род. 1989) — бывший хоккеист. Мэтт выступал за юниорские и молодёжную сборную США, в NCAA, АХЛ и ECHL; серебряный призёр ЮЧМ-2007, в 2012 году завершил игровую карьеру.